# David Hassine
Pour les articles homonymes, voir Hassine.
Rabbi David Hassine (1722-1792) (Hassine, nom porté notamment au Maroc, désigne en arabe celui qui est beau, bon) est une des figures les plus connues de la poésie liturgique juive marocaine et ses piyyoutim ont été diffusés à travers le monde séfarade.
Originaire de Meknès, David Hassine est rabbin et poète. Il est considéré comme le plus grand des poètes juifs du Maroc. Il est l’auteur de Tehila ledavid (Hymne de David), un recueil de poèmes liturgiques et élégiaques qui inspira de nombreux chantres marocains, et de Mekoman chel zebahim (La place des sacrifices), une versification des rituels de l’abattage. Il est aussi l’auteur de nombreux commentaires bibliques non publiés.

## Ressources
Tehila le David : Film qui retrace les grands moments de la vie communautaire juive à Meknes au XVIIIe siècle à travers les poèmes chantés par David Hassine. Réalisé en 1984 par Haim Shiran[réf. nécessaire]. Rabbi David Hassine est interprété par Zeev Revah